# Mount Crooker
Mount Crooker ist ein 570 m hoher und giebelförmiger Berg an der Rymill-Küste des Palmerlands auf der Antarktischen Halbinsel. Er ragt an der Nordflanke des Ryder-Gletschers am südlichen Ende der Pegasus Mountains auf.
Das Advisory Committee on Antarctic Names benannte ihn 1976 nach Allen R. Crooker, Biologe des United States Antarctic Research Program auf der Palmer-Station im Jahr 1972.